# Silene vittata
Silene vittata är en nejlikväxtart som beskrevs av Otto Stapf. Silene vittata ingår i släktet glimmar, och familjen nejlikväxter. Inga underarter finns listade i Catalogue of Life.